# Archway (Metropolitano de Londres)
Archway é uma estação do Metrô de Londres no cruzamento da Holloway Road, Highgate Hill, Junction Road e Archway Road em Archway, norte de Londres, diretamente abaixo do edifício Vantage Point. Fica na ramal High Barnet da Northern line, entre as estações Highgate e Tufnell Park, nas Zonas 2 e 3.